# ガチアジア
『ガチアジア』は、九州・沖縄各県のNHK放送局で2013年4月から2015年7月まで放送されていたドキュメンタリー番組。

## 概要
2013年3月まで放送されてきた『ASIAN PASSION〜アジアを駆ける日本人〜』を引き継ぎ、アジアに関する様々な事柄を取り扱う。アジアの中の九州・沖縄をこれまでと全く違う視点で捉え直すことがコンセプト。

## 放送記録
| 回                         | 初回放送日                 | サブタイトル                                                  | ナビゲーター （ナレーションも兼務） | ナレーション               | 備考                                                           |
| 2013年度 木曜 22:00〜22:43 | 2013年度 木曜 22:00〜22:43 | 2013年度 木曜 22:00〜22:43                                    | 2013年度 木曜 22:00〜22:43          | 2013年度 木曜 22:00〜22:43 |                                                                |
| -------------------------- | -------------------------- | ------------------------------------------------------------- | ----------------------------------- | -------------------------- | -------------------------------------------------------------- |
| 1                          | 2013年4月25日              | 世界への挑戦が有田焼を作った                                  | 中越典子                            | 石澤典夫                   |                                                                |
| 2                          | 2013年12月20日             | 和牛 VS WAGYU〜アジア 牛肉市場を巡る攻防〜                    | ジョン・カビラ                      | 兼清麻美                   | オーストラリアなどに流出した和牛の精子から生産された牛肉の取材 |
| 3                          | 2014年1月22日              | 巨大ネット通販に挑む〜沸騰 中国13億人市場〜                   | 阿部力                              | 近江友里恵                 | アリババグループを取材                                         |
| 4                          | 2014年1月23日              | 芸能”チャイニーズ・ドリーム”〜台湾からアジアを制す〜          | 秋元才加                            | 山崎岳彦                   |                                                                |
| 5                          | 2014年8月22日              | 沸騰”アジアンエリート”〜日本企業を動かす若きパワー〜          | サヘル・ローズ                      |                            | ブリッジ人材を取材。                                           |
| 6                          | 2015年3月23日              | 灼熱!!タイサッカー アジアの派遣を狙え                         | ワッキー（ペナルティ）              | 高村保裕                   | タイのサッカー人気を取材。                                     |
| 7                          | 2015年3月24日              | 対馬〜韓国と共生する 国境の島〜                               | 雨宮萌果                            | 百田洋之                   | 年間18万人もの韓国人が観光に訪れる対馬を取材。                 |
| 8                          | 2015年7月23日              | 大噴火の脅威どう向き合うか〜日本とインドネシア2つの火山大国〜 | 松尾スズキ                          |                            |                                                                |
| 9                          | 2015年7月24日              | 中央アジア祈りの源流を掘る〜93歳・執念のシルクロード〜        | 薬師丸ひろ子                        |                            | ウズベキスタンで発掘調査に当たる加藤九祚を取材。               |

前番組のASIAN PASSION同様、全国向けにろーかる直送便等で放送される事もある。

## 出演者
回によって異なる。上述の放送記録を参照。

## テーマ曲
- 眞鍋昭大

## タイトル題字
- 武田双雲